# Apiol
L'apiol (du latin apium, le persil) est un nom générique donné à certains esters extraits du persil, de l'aneth ou du fenouil. C'est le principe actif des graines de persil.
Heinrich Christoph Link, pharmacien de Leipzig, découvrit la substance en 1715, sous forme de cristaux verdâtres, par extraction en phase vapeur d'huiles essentielles de persil.

## Chimie
La formule générique de ces composés est C6H(O-CH3)2(O2CH2)C3H5.
L'apiol est un terme qui peut désigner deux composés :
- l'apiol du persil, extrait des semences de persil, est un éther-oxyde dérivé de l'allylapionol, fondant à 30 °C, bouillant à 294 °C. L'isoapiol diffère de l'apiol du persil par le remplacement du groupe allyle par le groupe propényle. On l'obtient par action de la potasse en ébullition sur l'apiol ;
- l'apiol d'aneth se rencontre dans les essences d'aneth et de fenouil. Il diffère de l'apiol du persil par la position d'un groupe éther-oxyde. L'action de la potasse le transforme également en isoapiol.

## Usage pharmaceutique
L'apiol est utilisé (sous forme d'huile essentielle, ou sous forme pure) comme antipériodique, emménagogue et fébrifuge. Il est utilisé en doses de 0,2 à 0,6 ml.
C'est un irritant, suspecté d'être toxique à forte dose, endommageant le foie et les reins. Il provoque des malaises à forte dose (nausées, tintement d'oreilles, vertiges, mal de tête).
Hippocrate mentionnait déjà le persil comme herbe abortive, et la plante a été utilisée dans ce but jusqu'au Moyen Âge. Cette propriété est due à l'apiol : c'est un abortif relativement sûr pris en petite quantité.
En 1855, Joret et Homollé découvrirent que c'était un traitement efficace contre le manque de menstruation et pour soigner les aménorrhées.